# Wikiartmap
WikiArtMap (WAM) es una plataforma en línea del arte y el patrimonio geolocalizado en el espacio público, un mashup de contenido abierto que, en formato wiki y sobre cartografía de Google Maps, permite localizar y consultar información sobre el arte, la creación y el patrimonio histórico y cultural situado en el espacio público -es decir, en el espacio exterior, abierto, al aire libre-, así como también sobre equipamientos, eventos y archivos documentales relacionados. Todo ello, permite localizar y consultar información sobre todo tipo de manifestaciones artísticas y patrimoniales vinculadas a un territorio.
Es ideado y comenzado a gestar por su directora, Maite Oliva Alsina (Figueras, 1978), a mediados del 2009, cuando empezó a comisariar exposiciones en el espacio público y detectó que le faltaba una herramienta en Internet para poder difundir estos contenidos de manera óptima.

## Cronología

### 2009
Detectadas las necesidades del sector, Maite Oliva inicia la creación del proyecto Wikiartmap a mediados del 2009, trabajando inicialmente en la estructuración de una plataforma que permitiera desarrollar la misión y los objetivos del mismo, al tiempo que le permitiera retroalimentarse mediante la participación de los propios usuarios.

### 2010
A partir de la idea de la plataforma en el 2009, se trabaja en su plan de empresa a lo largo del 2010 y en el diseñodiseño, producción, programación de mapas, subida de contenidos, funcionalidad interna y visualización de su interfaz.
A partir del desarrollo del proyecto a nivel conceptual y estructural, la siguiente fase consistió en la elaboración de la propuesta de viabilidad económica, desarrollada en el Centro de Innovación y Empresa del Ayuntamiento de Figueras. Wikiartmap cuenta con el certificado de viabilidad económica expedido por los servicios económicos del Ayuntamiento de Figueras.

### 2011
Fue premiado con el segundo galardón en la tercera edición de los Premios Emprendedor del Alto Ampurdán el 28 de abril de 2011, como el proyecto de empresa más viable, innovador y con mayor potencial de crecimiento, organizado por la Asociación de Jóvenes Empresarios de la provincia de Gerona, el Ayuntamiento de Figueras, el Consejo Comarcal del Alto Ampurdán y el periódico local Ampurdán (en catalán, diario Empordà).
Poco a poco se fue construyendo el equipo, tanto asesor como de producción, y el empujón definitivo al desarrollo del proyecto llegó gracias apoyo del Ministerio de Cultura de España durante el año 2011, así como el apoyo de entidades como la Ayuntamiento de Figueras, la Diputación de Gerona, el Patronato de Turismo Gerona Costa Brava y la Eurorregión Pirineos Mediterráneo.

### 2012
La trayectoria conseguida en 2011, le proporciona los recursos necesarios para poder llevar a cabo la producción de la Fase 1 del proyecto y el lanzamiento de su versión Beta #1, que fue presentada en el Centro de Arte Santa Mónica de Barcelona el 28 de marzo de 2012, en versión española y con 8.000 contenidos multi idioma. El 7 de junio del mismo año, se presenta la versión catalana en el Museo del Ampurdan (Museu de l'Empordà). 

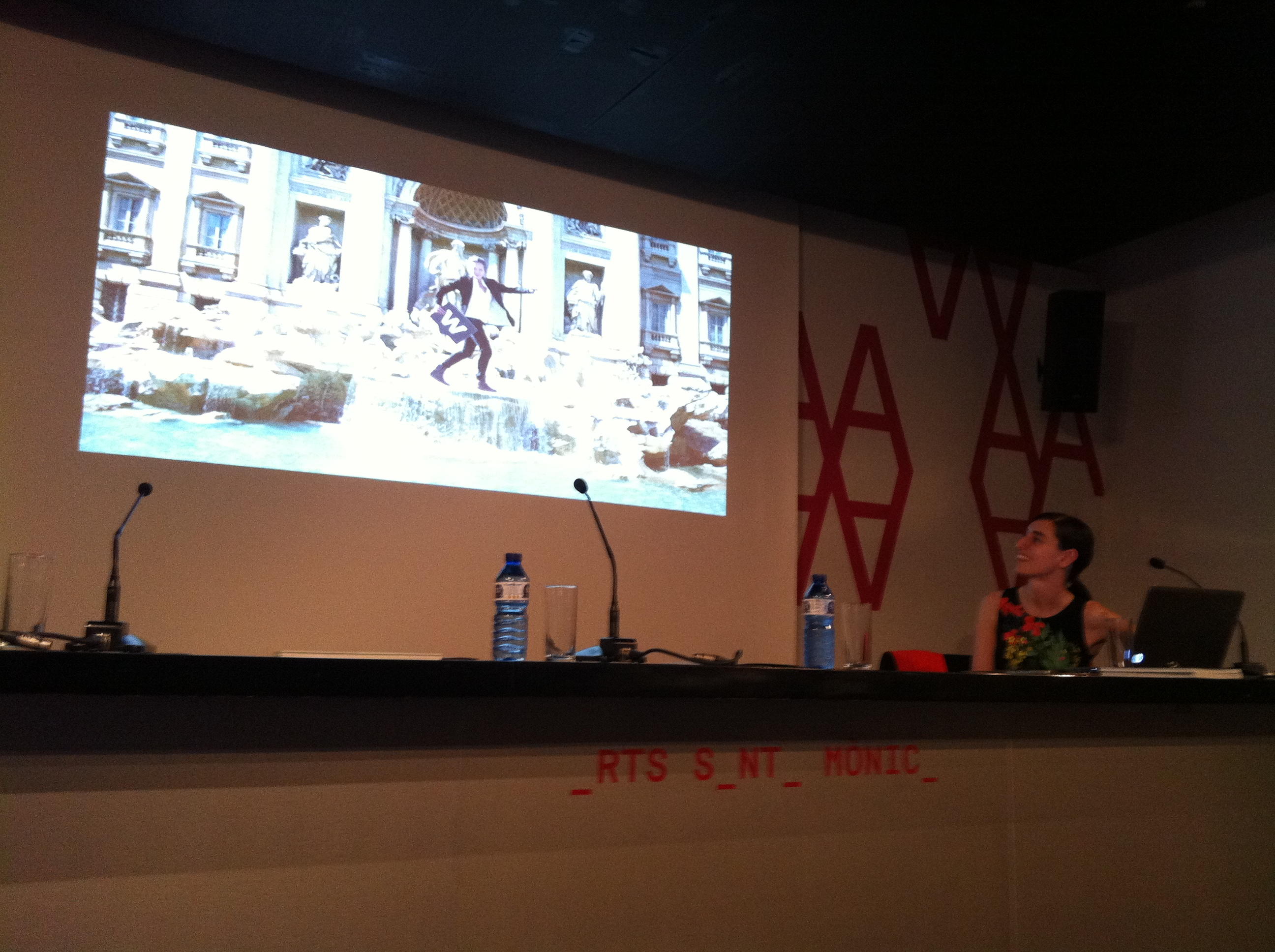
Maite Oliva en la presentación de WikiArtMap en el Centro de Arte Santa Mónica

El 21 de agosto alcanza los 18.000 contenidos, y a principios de noviembre los 20.000. A mediados de noviembre el proyecto es seleccionado protagonista del nuevo spot de difusión internacional a lo largo del 2013 de Microbank, el Banco Social de La Caixa. El 13 de diciembre se presenta la apertura del área de usuario en la Casa de Cultura de Gerona, con el apoyo del Patronato de Turismo Gerona Costa Brava.

### 2013
El 20 de marzo se alcanzan los 23.000 contenidos multi-idioma y los 500 usuarios registrados.

### Contenido libre
Los contenidos son contenidos abiertos, publicados bajo una licencia de Creative Commons-BY_SA 3.0 no restrictiva y en un formato que permite explícitamente que pueda ser compartido, reutilizado y modificado. La herramienta incorpora y estructura los contenidos existentes en Wikipedia sobre el mapa, al mismo tiempo que permite a los usuarios introducir nuevos contenidos georeferenciados y relacionarlos con otros.
Al entrar un contenido en Wikiartmap, su introductor asume que este contenido se convierte libre de uso. El introductor de un contenido será siempre su administrador, y responsable de las diferentes ediciones del mismo.
La administración de un contenido puede ser reclamada por otro editor. Wikiartmap supervisa siempre los contenidos iniciales, y lleva un control de las diferentes ediciones que elaboren.
El ritmo de subida de contenidos por parte de los usuarios responde a una media de unos 2.000 contenidos mensuales.

### Punto de vista neutral
En sus artículos, Wikiartmap prioriza siempre el punto de vista neutral. Aunque en este campo la neutralidad es motivo de controversia, se valoran positivamente aquellos contenidos y ediciones que tienden a la neutralidad. Por este motivo, los artículos son complementados con datos estadísticos públicos y visibilidad proporcional al interés que un contenido despierta en el usuario: es el usuario, con su participación, el que ordena los contenidos en Wikiartmap y facilita su visibilidad. La herramienta no interfiere ni prioriza la visibilidad de ningún contenido.

### Diccionario del arte
Wikiartmap es un diccionario del arte, el patrimonio y la creación en el espacio público. No tiene una voluntad enciclopédica, sino que pretende recoger referencias sobre el patrimonio, el arte y la creación que se encuentran en el espacio público y mostrarlos al usuario de una manera práctica y sencilla. Su objetivo es el de facilitar el acceso del usuario a estos contenidos, sin pretender convertirse en fuente de referencia absoluta. Para conocer en profundidad un contenido, hay que dirigirse a contenidos complementarios como otras fuentes primarias o a la Wikipedia en todas sus versiones. Wikiartmap sintetiza los contenidos en un espacio limitado.

## Plataforma
Es una herramienta informática en la nube de uso libre, al alcance de creadores, agentes culturales y entidades, que les permite difundir su patrimonio y sus intervenciones en una plataforma de alcance internacional y contenidos dinámicos, con una estructura de navegación e interacción intuitivas, gracias a una cuidada calidad visual. Incorpora los formatos de navegación táctil a la estructura, de forma que el usuario nunca pierde la referencia geográfica de su situación.
Permite navegación por mapa, por imágenes y por listado de contenidos, en una práctica interfaz que permite un acercamiento al territorio ya las creaciones que se relacionan. La ordenación de los contenidos, progresiva en el mapa y en las búsquedas, se genera mediante la popularidad de los mismos, donde la herramienta no interviene en su ordenación.
También dispone de integración con redes sociales como Facebook, Twitter, tumblr y Google+ y la creación de una red social propia que permite al usuario compartir y seguir contenidos, además de incluir funcionalidades para él mismo como incrustar mapas a sus propios blogs y webs o crear sus propios mapas a partir de contenidos existentes.

## Utilización

### La interfaz principal: el mapa
Wikiartmap se desarrolla sobre el mapa terreno de Google Maps. Los contenidos existentes se abren directamente sobre el mapa mediante iconos diferenciados por categoría y cada zoom muestra los 100 puntos más populares del área visible del mapa. La banda superior permite filtrar contenidos, cambiar el tipo de vista y el idioma general y entrar en Wikiartmap como usuario. La banda inferior es la que contiene las informaciones corporativas del proyecto, el área de usuario, añadir contenidos y el acceso directo al bloque de Wikiartmap. La barra WAM (acrónimo de WikiArtMap) contiene el buscador de contenidos, el marcador numérico interactivo, el área de compartición general a redes sociales, el incrustado de mapa y el cambio de tipo de mapa. En el lateral derecho de la pantalla, se encuentra la barra de zoom y leyenda; para mayor comodidad, el usuario puede desplazar la caja de leyenda por la pantalla a la ubicación que desee, y abrirla y cerrarla también cuando lo desee. Cuando el usuario pasa por encima de un icono, se abre una pequeña ficha que al hacer clic, abre su contenido correspondiente.

### Modelo de ficha de contenido
Una de las aportaciones destacadas de Wikiartmap a nivel de interacción, es la eliminación del cambio de pantalla y del paso atrás: la ficha de contenido se abre siempre sobre la vista de pantalla en la que se encuentra el usuario, de forma que el mismo nunca pierde su localización ni su búsqueda. El modelo de ficha es único para todas las categorías y bloques de contenido, y está formada por diferentes elementos: en la parte superior, se encuentra el icono indicativo de categoría, la de marcar como favorito y el área de compartición y de denuncia del contenido. En la segunda banda superior, se encuentra la zona para editar contenido y el cambio de idioma del mismo. El cuerpo de la ficha, de fondo blanco, se compone de una cabecera, el texto principal (2.000 caracteres) y una galería de imágenes que el usuario puede ampliar para consultar en detalle. Seguidamente, encuentra contenidos relacionados, historial, comentarios y texto complementario. En el lado inferior, anclajes (accesos directos) a los diferentes elementos de la ficha: contenidos relacionados, historial, comentarios y texto de más información. El usuario puede desplazarse por la ficha verticalmente mediante la barra de desplazamiento lateral o bien mediante los anclajes, que desplazan la ficha verticalmente hasta el contenido seleccionado siempre manteniendo la cabecera de la ficha. Gracias a un sistema combinado de anclajes en las bandas superior e inferior, la ficha de contenidos se expande verticalmente mostrando más contenidos en función del tamaño de pantalla del usuario, sin variar su estructura ni el funcionamiento de la interacción.

### Navegación  por imágenes y por listado de contenidos
La búsqueda o vista del usuario puede ser consultada en WAM en tres formatos diferentes: mapa, imágenes y listado. En la vista de imágenes, el usuario puede consultar los contenidos mediante un collage visual de su búsqueda, con desplazamiento vertical infinito. En el listado de contenidos, el usuario puede realizar una búsqueda más específica dentro de la base de datos y aplicar filtros complementarios a los contenidos. Esta funcionalidad ha sido pensada específicamente para facilitar su tarea a los desarrolladores e introductores de contenido en Wikiartmap.

## Complicidad y Apoyos
Wikiartmap cuenta con el apoyo del Ministerio de Cultura de España, la Diputación de Gerona, el Patronato de Turismo Gerona Costa Brava, el Ayuntamiento de Figueras y la Eurorregión Pirineos Mediterráneo, y con la complicidad y asesoramiento de agentes procedentes de diferentes ámbitos como la innovación, la cultura, la tecnología y la comunicación. En paralelo, Wikiartmap cuenta también con el apoyo de los WAMpartners, una red de entidades que apoyan en continuidad al proyecto. La red WAM está formada por entidades como Bonart Cultural, que colaboran con el proyecto en diferentes formatos, ya sea de difusión y comunicación como de contenidos u otras complicidades.